# آدم بليك
آدم بليك (بالإنجليزية: Adam Blake)‏ هو منتج أسطوانات وكاتب أغاني بريطاني، ولد في 25 يناير 1976 في ريدنغ في المملكة المتحدة.

## وصلات خارجية
- آدم بليك على موقع ميوزك برينز (الإنجليزية)
- آدم بليك على موقع أول ميوزيك (الإنجليزية)
- آدم بليك على موقع ديسكوغز (الإنجليزية)